# Robert William Seton-Watson
Robert William Seton-Watson, uváděn také jako R.W. Seton-Watson a známý jako Scotus Viator (20. srpna 1879 – 25. června 1951) byl britský publicista a historik. Ve své práci se, mimo jiné, zaobíral také dějinami slovanských národů.
V době první světové války zastával myšlenku zřízení samostatného československého státu.
Navštívil Uhersko původně jako obdivovatel jeho historie. Nicméně skutečnost, že Maďaři projevovali přehnaně negativní postoje vůči Rakušanům, jakož i to, že jej v Budapešti oklamali tvrzením, že Slováci vůbec neexistují, jej motivovala k tomu, aby se začal důkladně věnovat národnostní otázce v Rakousko-Uhersku. Sblížil se přitom s T. G. Masarykem, pozdějším československým prezidentem. Na počátku 20. století se jednalo o nejuznávanějšího anglicky hovořícího odborníka na národnostní poměry v Uhersku (přímo citován je i v Encyclopædia Britannica z roku 1911 a podobně). Svými pracemi, zejména „Racial Problems in Hungary“, nakonec výrazně napomohl vzniku samostatného Československa.
Po válce se stal profesorem Katedry středoevropských studií na University College London. Za Druhé světové války spolupracoval se zpravodajskou službou, po válce se vrátil na univerzitu. Zemřel v roce 1951.

## Dílo

### Slovensky
- Racial Problems in Hungary (Londýn 1908) In: Documents/Dokumenty 1905-1951 I., II. (Ústav T.G. Masaryka - Matica slovenská Praha 1996)

### Anglicky
- Racial Problems in Hungary (1908)
- The Southern Slav Question (1911)
- The Rise of Nationality in the Balkans (1917)
- Europe in the Melting-Pot (1919)
- The New Slovakia (1924)
- Sarajevo : A Study In The Origin Of The Great War (1926)
- The Roll of Bosnia in international Politics 1875-1919 (1932)
- A History Of The Roumanians (1934)
- Disraeli, Gladstone And The Eastern Question (1935)
- Britain In Europe (1789-1914): A Survey Of Foreign Policy (1937)
- Britain And The Dictators: A Survey Of Post-War British Policy (1938)
- From Munich to Danzig (1939)
- Masaryk In England (1943)
- A History Of The Czechs And Slovaks (1943)

Věcné nedostatky knihy The New Slovakia kritizovali Albert Pražák a Jan Kabelík. Tato kniha obsahovala některé nesprávné statistické údaje, které zhoršovaly pohled na podíl Čechů na tehdejším rozvoji Slovenska.